# Мамай Микола Васильович
Микола Васильович Мамай (1914, Городище — 16 квітня 1945) — радянський військовий льотчик, Герой Радянського Союзу (1945 — посмертно), в роки німецько-радянської війни штурман 82-го гвардійського бомбардувального авіаційного полку (1-а гвардійська бомбардувальна авіаційна дивізія, 2-а повітряна армія, 1-й Український фронт), гвардії капітан.

## Біографія
Народився в 1914 році в селі Городище (нині місто Черкаської області), в сім'ї робітника. Рідна сестра - Зінаїда (Мамай) Кальницька. Син Едуард. Українець. Член ВКП(б)/КПРС з 1941 року. Після закінчення Городищенської семирічної школи (нині Городищенська ЗОШ №1 ім С.С. Гулака-Артемовського)  в 1932 році вступив в Городищенський сільськогосподарський технікум, в якому навчався до весни 1933 року. У цьому ж році переїхав до Донбасу.
У Червоній Армії з листопада 1933 року. У 1934-му році за рекомендацією комітету комсомолу направлений в Одеське артилерійське училище, але після нетривалого навчання в числі найкращих курсантів переведений у льотну школу. У 1936 році закінчив Харківську військову авіаційну школу льотчиків-спостерігачів.
На фронтах радянсько-німецької війни з жовтня 1942 року.
У боях за Великі Луки радянські війська зіткнулися з добре організованою системою оборони противника, що укріпив свої позиції численними дотами і суцільним загородженням від ударів з повітря вогнем зенітної артилерії. Необхідно було прорвати оборону ворога. Мамай попросився виконати це завдання. Вісім разів він водив свою групу бомбардувальників на місто. Завдання було виконане. За успішне виконання завдань командування офіцер Мамай був нагороджений орденом Червоного Прапора.
У квітні 1944 року з двох мостів на річці Прут в районі міста Унгени ворог поспішно виводив з-під флангового удару свої піхотні й танкові дивізії, щоб зайняти оборону на протилежному березі річки. За виконання завдання зі знищення мостів М. В. Мамай нагороджений другим орденом Червоного Прапора.
До березня 1945 року капітан Мамай здійснив 139 бойових вильотів на розвідку та бомбардування різних військових об'єктів, скупчень військ противника, завдавши йому відчутних втрат. У повітряних боях у складі групи збив 11 ворожих літаків.
У квітні 1945 року війська 1-го Українського фронту приступили до форсування річки Нейсе (Німеччина). Бомбардувальники перешкоджали ворогові зайняти оборону на ділянці Котбус—Шпремберг. На землі і в небі йшли запеклі бої. В одному з них 16 квітня ворожа зенітка підбила літак Мамая. Гвардії капітан Мамай спрямував палаючу машину на автоколону ворога.
Указом Президії Верховної Ради СРСР від 27 червня 1945 року за мужність, відвагу і героїзм, проявлені в боротьбі з німецько-фашистськими загарбниками, гвардії капітану Мамаю Миколі Васильовичу присвоєно звання Героя Радянського Союзу.

## Нагороди, пам'ять
Нагороджений орденом Леніна, двома орденами Червоного Прапора, орденом Вітчизняної війни 1-го ступеня, медалями.
Іменем М.В. Мамая названа вулиця в місті Городище.